# Список дипломатических миссий Кубы

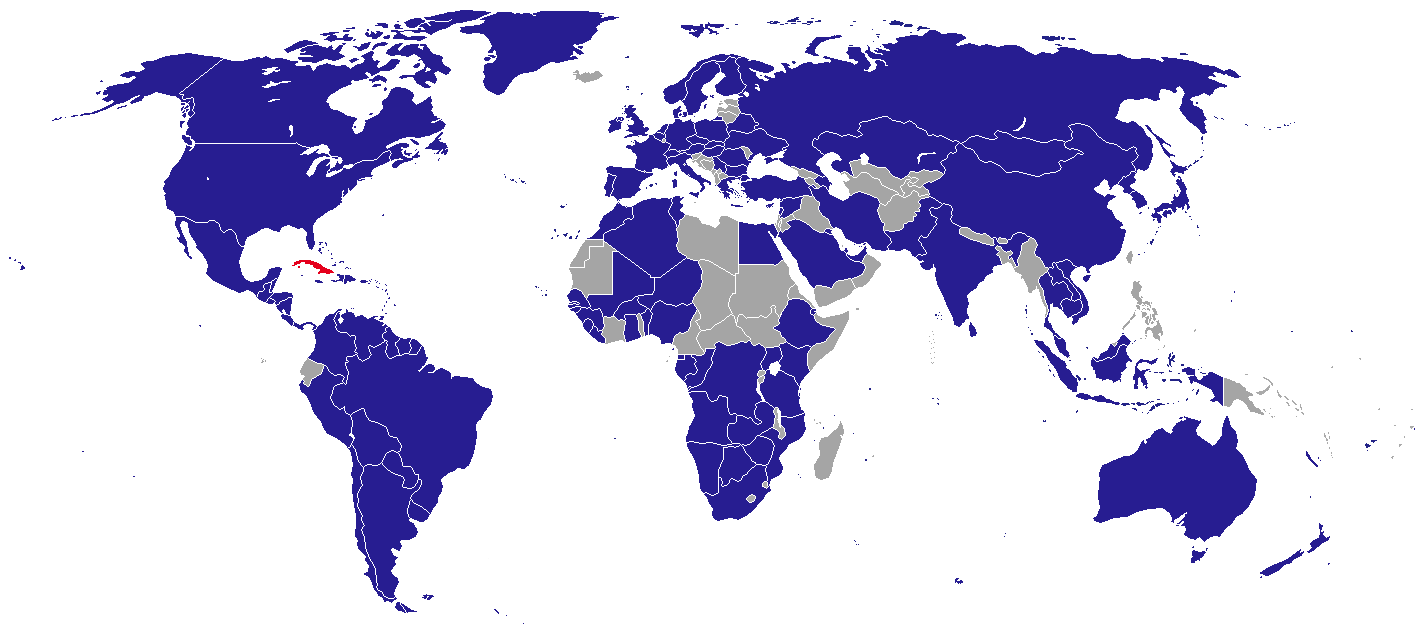

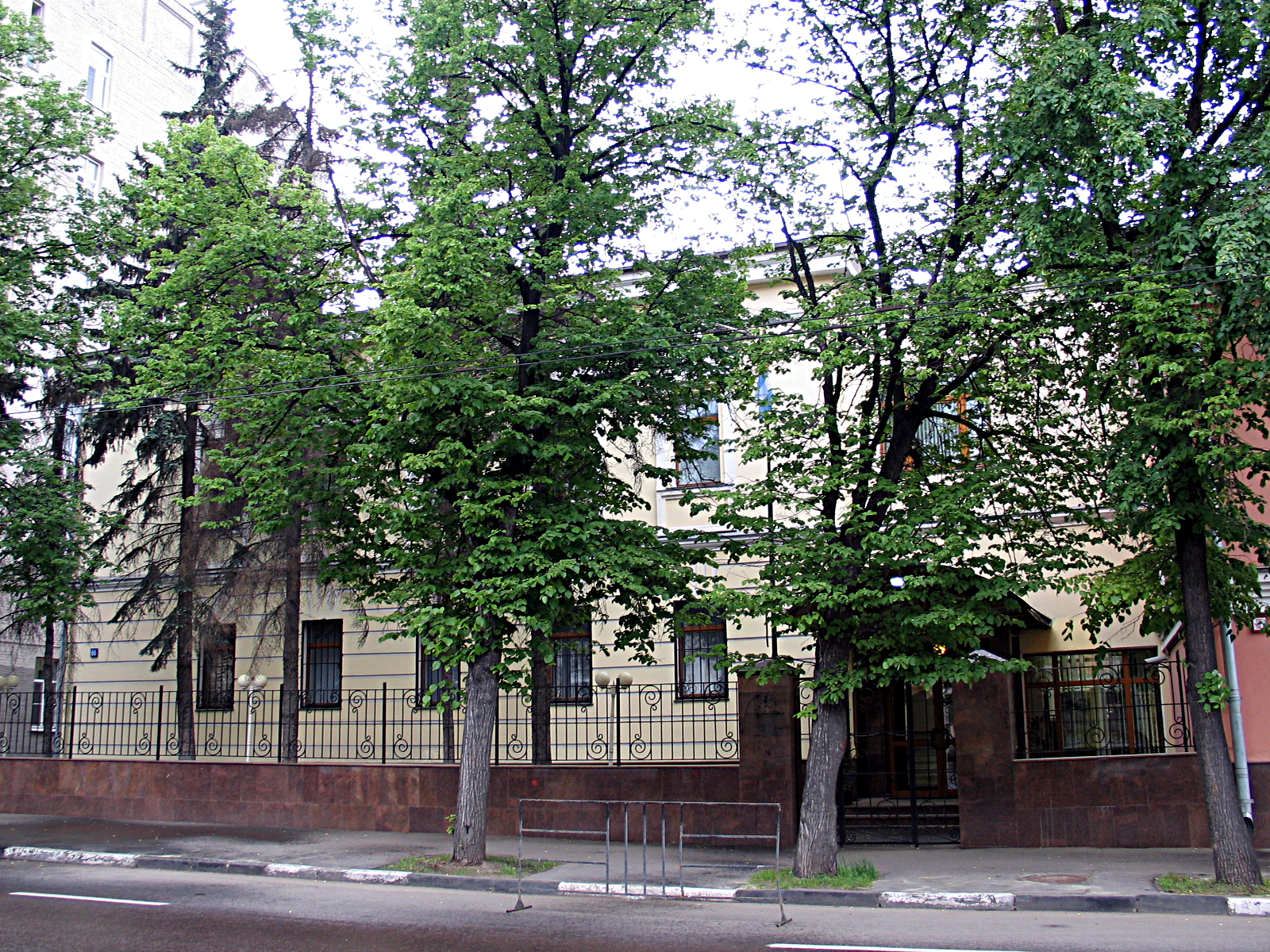
Посольство Кубы в Москве

Список дипломатических миссий Кубы — Куба располагает широкой сетью своих дипломатических представительств в большинстве государств на всех континентах.

## Европа
- Австрия, Вена (посольство)
- Азербайджан, Баку (посольство)
- Белоруссия, Минск (посольство)
- Бельгия, Брюссель (посольство)
- Болгария, София (посольство)
- Чехия, Прага (посольство)
- Кипр, Никосия (посольство)
- Дания, Копенгаген (посольство)
- Финляндия, Хельсинки (посольство)
- Франция, Париж (посольство)
- Германия, Берлин (посольство)
  - Бонн (представительство)
- Греция, Афины (посольство)
- Ватикан (посольство)
- Венгрия, Будапешт (посольство)
- Ирландия, Дублин (посольство)
- Италия, Рим (посольство)
  - Милан (генеральное консульство)
- Нидерланды, Гаага (посольство)
  - Роттердам (генеральное консульство)
- Норвегия, Осло (посольство)
- Польша, Варшава (посольство)
- Португалия, Лиссабон (посольство)
- Румыния, Бухарест (посольство)
- Россия, Москва (посольство)
  - Санкт-Петербург (генеральное консульство)
- Сербия, Белград (посольство)
- Словакия, Братислава (посольство)
- Испания, Мадрид (посольство)
  - Барселона (генеральное консульство)
  - Лас-Пальмас (генеральное консульство)
  - Сантьяго-де-Компостела (генеральное консульство)
  - Севилья (генеральное консульство)
- Швеция, Стокгольм (посольство)
- Швейцария, Берн (посольство)
- Украина, Киев (посольство)
- Великобритания, Лондон (посольство)

## Северная Америка
- Антигуа и Барбуда: Сент-Джонс (посольство)
- Багамские Острова: Нассау (посольство)
- Барбадос: Бриджтаун (посольство)
- Белиз: Белиз (посольство)
- Канада: Оттава (посольство)
  - Монреаль (генеральное консульство)
  - Торонто (генеральное консульство)
- Коста-Рика: Сан-Хосе (генеральное консульство)
- Доминика: Розо (посольство)
- Доминиканская Республика: Санто-Доминго (посольство)
- Гренада: Сент-Джорджес (посольство)
- Гватемала: Гватемала (посольство)
- Гаити: Порт-о-Пренс (посольство)
- Гондурас: Тегусигальпа (посольство)
- Ямайка: Кингстон (посольство)
- Мексика: Мехико (посольство)
  - Мерида (генеральное консульство)
  - Монтеррей (генеральное консульство)
  - Веракрус (генеральное консульство)
  - Канкун (консульство)
- Никарагуа: Манагуа (посольство)
- Панама: Панама (посольство)
- Сент-Китс и Невис: Бастер (посольство)
- Сент-Люсия: Кастри (посольство)
- США: Вашингтон (посольство)
- Сент-Винсент и Гренадины: Кингстаун (посольство)
- Тринидад и Тобаго: Порт-оф-Спейн (посольство)

## Южная Америка
- Аргентина, Буэнос-Айрес (посольство)
- Боливия, Ла-Пас (посольство)
  - Санта-Крус-де-ла-Сьерра (генеральное консульство)
- Бразилия, Бразилиа (посольство)
  - Сан-Паулу (генеральное консульство)
- Чили, Сантьяго (посольство)
- Колумбия, Богота (посольство)
- Эквадор, Кито (посольство)
- Гайана, Джорджтаун (посольство)
- Парагвай, Асунсьон (посольство)
- Перу, Лима (посольство)
- Суринам, Парамарибо (посольство)
- Уругвай, Монтевидео (посольство)
- Венесуэла, Каракас (посольство)
  - Валенсия (генеральное консульство)

## Африка
- Алжир, Эль-Джазаир (посольство)
- Ангола, Луанда (посольство)
- Бенин, Котону (посольство)
- Ботсвана, Габороне (посольство)
- Буркина-Фасо, Уагадугу (посольство)
- Кабо-Верде, Прая (посольство)
- Республика Конго, Браззавиль (посольство)
- Демократическая Республика Конго, Киншаса (посольство)
- Джибути (посольство)
- Египет, Каир (посольство)
- Экваториальная Гвинея, Малабо (посольство)
- Эфиопия, Аддис-Абеба(посольство)
- Гамбия, Банджул (посольство)
- Гана, Аккра (посольство)
- Гвинея, Конакри (посольство)
- Гвинея-Бисау, Бисау (посольство)
- Кения, Найроби (посольство)
- Либерия, Монровия (посольство)
- Ливия, Триполи (посольство)[источник не указан 4724 дня]
- Мали, Бамако (посольство)
- Мозамбик, Мапуту (посольство)
- Намибия, Виндхук (посольство)
- Нигер, Ниамей (посольство)
- Нигерия, Абуджа (посольство)
- Сенегал, Дакар (посольство)
- Сейшельские острова, Виктория (посольство)
- ЮАР, Претория (посольство)
- Танзания, Дар-эс-Салам (посольство)
- Тунис, Тунис (посольство)
- Уганда, Кампала (посольство)
- Замбия, Лусака (посольство)
- Зимбабве, Хараре (посольство)

## Азия
- Китай, Пекин (посольство)
  - Гуанчжоу (генеральное консульство)
  - Шанхай (генеральное консульство)
- Камбоджа, Пном-Пень (посольство)
- Индия, Нью-Дели (посольство)
- Индонезия, Джакарта (посольство)
- Япония, Токио (посольство)
- Казахстан, Астана (посольство)
- Лаос, Вьентьян (посольство)
- Малайзия, Куала-Лумпур (посольство)
- Монголия, Улан-Батор (посольство)
- КНДР, Пхеньян (посольство)
- Пакистан, Исламабад (посольство)
- Филиппины, Манила (посольство)
- Шри-Ланка, Коломбо (посольство)
- Таиланд, Бангкок (посольство)
- Восточный Тимор, Дили (посольство)
- Вьетнам, Ханой (посольство)
  - Хошимин (генеральное консульство)
- Иран, Тегеран (посольство)
- Кувейт, Эль-Кувейт (посольство)
- Ливан, Бейрут (посольство)
- Катар, Доха (посольство)
- Саудовская Аравия, Эр-Рияд (посольство)
- Сирия, Дамаск (посольство)
- Турция, Анкара (посольство)
- Йемен, Сана (посольство)

## Океания
- Австралия, Канберра (посольство)
  - Сидней (генеральное консульство)
- Кирибати, Тарава (посольство)
- Новая Зеландия, Веллингтон (посольство)

## Международные организации
- - Аддис-Абеба (постоянное представительство при АС)
  - Абуджа (представительство при ECOWAS)
  - Брюссель (представительство при ЕС)
  - Женева (постоянное представительство при учреждениях ООН)
  - Монтевидео (постоянное представительство при ЛАИ)
  - Найроби (постоянное представительство при учреждениях ООН)
  - Нью-Йорк (постоянное представительство при ООН)
  - Париж (постоянное представительство при ЮНЕСКО)
  - Вена (постоянное представительство при учреждениях ООН)